# كم هو غون
كيم هو-غون (بالكورية:김호곤) ، لاعب كرة قدم كوري جنوبي سابق، ومدرب كرة قدم الحالي، شارك في شهر ديسمبر عام 2008 لفريق أولسان هيونداي، وفي شهر نوفمبر عام 2012 قاد كيم هو-غون كمدرب لتتويج أولسان هيونداي دوري أبطال آسيا في مدينة أولسان الكورية .

## انجازاته

### مدير الفني
نادي أولسان هيونداي
- 2012 : حامل اللقب الأول.
- الدوري الكوري : وصيف البطل عام 2011
- كأس كوريا : الترتيب الأول .

## وصلات خارجية
- كم هو غون على موقع الاتحاد الدولي (مؤرشف)  (الإنجليزية)
- كم هو غون على موقع دوري كوريا الجنوبية (الإنجليزية)
- كم هو غون على موقع ناشيونال فوتبول تيمز (الإنجليزية)
- كم هو غون على موقع أوليمبيديا (الإنجليزية)
- Naver People search (بالكورية)
- Korea Football Association (بالكورية)